# ليم هو
ليم هو (25 أبريل 1979 في كوريا الجنوبية - ) هو لاعب كرة قدم كوري جنوبي في مركز الهجوم. لعب مع تشونام دراغونز ونادي دايجو وGoyang KB Kookmin Bank FC ‏ وGangneung Citizen FC ‏ وAsan Mugunghwa FC ‏.

## وصلات خارجية
- ليم هو على موقع دوري كوريا الجنوبية (الإنجليزية)